# Cayetano Martínez Artés
Cayetano Martínez Artés (Alhama de Almería, 1900 - Almeria, 6 de setembre de 1939) fou un funcionari públic i polític socialista de la província d'Almeria, Andalusia.

## Els inicis
Cayetano era el quart de nou germans, tots dedicats a l'agricultura, i l'únic que va acabar el batxillerat. En la seva família, l'agricultura decantada cap al raïm de taula havia estat un negoci pròsper fins a la Primera Guerra Mundial, si bé encara abans de la guerra civil el seu germà Cecilio va arribar a tenir una empresa d'exportació i el seu germà José va ser agent comercial al Regne Unit. Guanyada la plaça d'Oficial de Correus, Cayetano va estar destinat a Bilbao fins que va poder permutar la plaça per una a la província d'Almeria. Casat el 1928, va traslladar el 1930 la seva residència a la capital d'Almeria i aviat es va integrar en la Unió General de Treballadors i el Partit Socialista Obrer Espanyol.

## Polític i sindicalista durant la Segona República
Home vinculat al corrent caballerista del PSOE per la seva amistat amb el diputat Gabriel Pradal Gómez, va ser president de l'Agrupació Local del PSOE d'Almeria el 1932 durant un breu període, encara que va romandre en la Comissió Executiva Local fins a l'inici de la guerra, amb escasses interrupcions. Amb la guerra, Cayetano va ser nomenat Secretari general del Secretariat format en el PSOE al desembre de 1936, càrrec que va mantenir fins al final del conflicte el 1939. També va ser Sotssecretari de la Federació Provincial d'Agrupacions Socialistes d'Almeria, i President seu durant uns mesos fins que, igual que en l'Agrupació local, va ser nomenat Secretari general del Secretariat provincial del PSOE fins al final de la guerra. El 1936 Cayetano Martínez va ser candidat a les eleccions de compromisaris per a l'elecció del President de la República per la candidatura obrerista, sent escollit gràcies al triomf a la capital d'Almeria per un 68% de la candidatura enfront de la republicana.
Era conegut per la seva dedicació màxima al treball, la família, el sindicat i el partit. Amb la victòria de la Confederació Espanyola de Dretes Autònomes (CEDA) i la consegüent repressió el 1934 després del procés revolucionari, va ser depurat del treball en Correus, juntament amb altres companys, va quedar cessant en principi, per després ser empresonat sense càrrecs. Els seus companys del servei postal es van fer càrrec del sou de Cayetano lliurant-li-ho a l'esposa durant tot el temps que va estar pres i cessat.

## Guerra Civil
La revolta militar que va donar lloc a la Guerra Civil va tenir lloc a Almeria el 21 de juliol de 1936 i Cayetano Martínez, que era ja un dirigent obrerista reconegut a la província, després dels bombardejos de l'aviació revoltada, el gener de 1937 va optar per refugiar-se amb la seva família als cellers d'un mas situat a La Cañada, als afores de la ciutat, propietat d'un coneguda família de la dreta d'Almeria que els va oferir recer a la seva pròpia casa però que Cayetano va rebutjar, acceptant el celler com a habitatge.
Fracassat el cop a Almeria, Cayetano Martínez va ser nomenat President del Comitè Central, òrgan creat per la Federació Provincial Socialista, la Unió General de Treballadors, el Partit Comunista d'Espanya, les Joventuts Socialistes i les Joventuts Comunistes, per reorganitzar la situació de caos deixada pel cop d'estat a totes les institucions. Cayetano Martínez es va integrar també en la Junta Provincial de Socors, juntament amb Francisco Callejón López (president de la Diputació Provincial) i Antonio Ortiz Estrella (alcalde) entre d'altres, amb la tasca d'atendre les víctimes civils, i fou un destacat membre del Socors Roig Internacional. El Comitè Central va ser l'autèntic centre de poder a la província durant alguns mesos, i va coincidir en el temps amb les represàlies sobre militants de dretes dutes a terme per grups incontrolats i uns altres, especialment el Comitè de Presos. Si bé acabada la guerra es va acusar Cayetano Martínez de responsable d'aquesta repressió, cap document ni testimoniatge va avalar aquestes afirmacions.
Amb les modificacions introduïdes per Largo Caballero per contenir la proliferació de comitès en la rereguarda republicana, i amb el suport de Cayetano Martínez i el governador civil, Gabriel Morón Díaz, el Comitè Central va ser dissolt a la fi de 1936, sent substituït pel Comitè Permanent del Front Popular i després pel Comitè Executiu del Front Popular, formats per totes les forces polítiques oposades a la revolta i que va treballar com a òrgan assessor dels ajuntaments, diputació i govern civil, una vegada restablides i ordenades les seves competències. Es va crear un Consell Provincial, seguint les indicacions del govern de Largo Caballero, que portava la direcció política de la província encapçalat pel governador civil i del que en fou vicepresident. Va ocupar la Vicepresidència fins al final de la guerra i, interinament, va ser goverandor civil quan Gabriel Morón va marxar a una nova destinació a Madrid i va arribar el nou governador Vicente Talens Inglá.
Mentrestant, amb la presa de Màlaga al febrer de 1937 per les tropes franquistes, moltes famílies de militants d'esquerres, tement la caiguda d'Almeria, es van traslladar a zones segures de la zona controlada per l'exèrcit republicà. L'esposa i fills de Cayetano Martínez van marxar a Barcelona, però al maig van tornar a La Cañada atès que també sofrien els bombardejos a la capital catalana.

## Detenció, acusació, judici i execució
Presa Almeria, Cayetano Martínez va fugir camí de la província de Múrcia amb intenció de tractar d'aconseguir la frontera i passar a França, o marxar amb vaixell, però les tropes franquistes ocupaven les zones i no va poder aconseguir-ho, refugiant-se en la serra de Los Filabres. Allí va ser detingut per la Guàrdia Civil el 20 d'abril de 1939, per ordre del Consell de Guerra permanent d'Almeria acusat d'"extremista", de cometre "múltiples saquejos" i "assassinats", "impedir el triomf de l'Alçament" i la confecció de "llistes" per als detinguts que havien de ser executats i ser "element directiu, actiu i perillós per al Gloriós Moviment Nacional". Cayetano Martínez va negar les acusacions, indicant que gràcies a la seva actuació s'havien evitat linxaments, l'acció de grups violents que, provinents de la província de Màlaga, pretenien realitzar execucions en els vaixells-presó i que s'enviaren detinguts de la dreta als seus pobles per a protegir-los, evitant també el saqueig, actes tots ells que havien provocat que els més extremistes el titllessin de "feixista", esmentant aquelles persones i entitats que podien avalar les seves afirmacions i declarar en un futur judici.
El Consell de Guerra va portar a terme un judici sumaríssim. Va presentar càrrecs l'11 de maig de 1939 per "rebel·lió militar". Aquests es basaven en dues declaracions contingudes en el sumari, les d'un jutge del Districte segon d'Almeria que el va acusar de posar-li una multa per al seu indult, de destituir-lo en el centre de telègrafs, la qual cosa li havia suposat un cost de cinquanta mil pessetes i de no haver excarcerat al seu sogre que va morir detingut; i d'un comerciant de fustes en què el seu magatzem s'havia realitzat una confiscació per valor de deu mil pessetes. No es van presentar ni es van acceptar més declaracions.
El judici es va celebrar l'endemà passat, el 13 de maig, demanant-se pel fiscal la pena de mort amb execució a garrot vil per "un delicte de rebel·lió militar, amb la concurrència de circumstàncies d'agreujament molt qualificades", i l'advocat defensor cadena perpètua per "adhesió a la rebel·lió". Tres hores després d'intervenir fiscal i defensor, es va dictar sentència de mort per autor i responsable criminal de rebel·lió. Va ser afusellat a les tàpies del cementiri de San José d'Almeria. Els testimoniatges de membres de la seva família que el van visitar i d'altres detinguts que van sobreviure asseguren que va morir aquest dia però a conseqüència de les tortures sofertes: tots van coincidir a afirmar que cada dia es trobava en pitjor estat i que les últimes vegades que el van veure viu no veia i amb prou feines podia moure's, es trobava extremadament prim i amb senyals i ferides per tot el cos. La seva família va ser multada pel Tribunal de Responsabilitats Polítiques i se'ls van negar les cartilles de racionament.